# Acronicta connecta
Acronicta connecta är en fjärilsart som beskrevs av Augustus Radcliffe Grote 1873. Acronicta connecta ingår i släktet Acronicta och familjen nattflyn. Inga underarter finns listade i Catalogue of Life.